# Karl Garbe (Journalist)
Karl Garbe (* 22. April 1927 in Bochum; † 23. August 2019 in Bonn) war ein deutscher Journalist, Schriftsteller und Politmanager.

## Leben
Geboren in Bochum, wuchs Garbe in Witten-Annen auf und besuchte bis 1944 die Schule in Witten und Dortmund. Karl Garbe war der Halbbruder von Klaus Lohmann. Er wurde Soldat im Zweiten Weltkrieg und geriet in amerikanische Gefangenschaft, aus der er floh. Nach 1945 schlug er eine Beamtenlaufbahn ein und war in den Stadtverwaltungen von Herne und Hemer tätig. Die Verwaltungslaufbahn gab Garbe zu Gunsten einer Parteikarriere auf, so war er von 1950 bis 1961 zunächst Redakteur beim SPD-Parteivorstand in Hannover und zog mit der Parteizentrale um in die „Baracke“ in Bonn. Ab 1954 entwickelte sich Garbe vom Referenten für Medienauswertung über die Chefredaktion des Juso-Zentralorgans Klarer Kurs, 1961 dann zum Abteilungsleiter für Öffentlichkeitsarbeit der SPD. Von 1962 bis 1974 war Garbe auch Mitglied im ZDF-Fernsehrat, wo er den Unterhaltungsausschuss leitete. Ab 1970 arbeitete Garbe als freier Publizist und Herausgeber. Garbe lebte bis zu seinem Tod in Bonn, dort wurde er auch auf dem Südfriedhof begraben.

## Auszeichnungen
- 1987 Jacques-Offenbach-Medaille der Volksbühne Bonn
- 1994 Bundesverdienstkreuz

Das Bundesverdienstkreuz verlieh Bundespräsident Richard von Weizsäcker 1994 an Garbe, weil der „in einer Vielzahl von Veröffentlichungen dazu beigetragen [habe], dass sich demokratisches Bewusstsein und die Fähigkeit zum fairen politischen Miteinander in der Bevölkerung der Bundesrepublik verankert haben.“

## Werke (Auswahl)
Garbe, auf den die Wendung „Genosse Trend“ zurückgehen soll, schrieb unter seinen Pseudonymen Franz Annen, Herrmann Dornen und Klaus Hüllberg zahlreiche Bücher, Satiren und Essays.
- Akazien für Oberprima. Dreißig Satiren und sechzig Ratschläge. Berto, Bonn 1962.
- Südliche Wochen. Erinnerungen an Reisen mit Christel. Berto, Bonn 1962.
- Bilder aus dem Rahmen. Lexikon für Ignoranten. Berto, Bonn 1963.
- Schräge Vögel. Satirische Gedichte. 1963.
- Damals und anderswo. Gedichte. 1964.
- Linkssätze. Arani, Berlin 1965.
- Soldbuch. Roman. Scheffler Frankfurt/M. 1965 und Meissner, Remagen 2003, ISBN 3-9809340-0-4.
- Jedem Alter seine Native. Plädoyer für eine alte Regierung. Junger Verlag, Niederdollendorf 1965.
- Bonner Schwatzkästlein. Satiren, Gedichte, Aphorismen, Lebenshilfen, Karikaturen, Nachlaß einer Legislaturperiode. Junger Verlag, Köln 1976.
- Die Macht ist nicht zum Schlafen. 194 Satiren und 590 Aphorismen. Junger Verlag, Bonn 1977.
- Schindluder und anderes Treiben. Junger Verlag, Bonn 1978.
- Knallkörper. Sprüche, Satiren, Cartoons. Seewald, Stuttgart 1981, ISBN 3-512-00617-5.
- Spruchbude. tausend Aphorismen mit Senf. Meissner, Remagen 2004, ISBN 3-9809340-1-2.
- Arena. Stierkämpfe auf die Hörner genommen – Dichtung und Wahrheit über Stierkämpfe. Meissner, Remagen 2007, ISBN 3-9809340-4-7.
- Vor Wut kocht man gut – satirische Appetithappen aus der Profiküche. Meissner, Remagen 2009, ISBN 978-3-9809340-6-0.

als Herausgeber
- Bonner Journal. Bonn 1969.
- Bonner Bilderbuch. Bonn 1984.
- Neues Bonner Bilderbuch. Bonn 1987.
- Bad Honnefer Bilderbuch. 1989.
- mdb. Magazin der Bundeshauptstadt. Bonn 1979ff.
- Bonner Rheinseiten. Bonn 1990.

Fernsehen
- Medienklinik. Serie, WDR-Fernsehen, 1979.[5]